# 尹明翼
尹明翼（1579年—1636年），字美邻，广东广州府東莞縣人。

## 生平
天啓四年（1624年）甲子科广东乡试举人，五年（1625年）联捷乙丑科進士，授河南汝宁府推官，天啓七年丁卯（1627年）主持浙江乡试，所取士马嘉植等以文章节义显。时权璫李实气焰张甚，明翼疾驰，弗与见。随即行汝宁知府事，不为魏忠贤建生祠，几为阉党所害。崇祯三年庚午再较豫闱，咸称得士。四年辛未（1631年），擢为南京山东道监察御史，上时政缺失一疏，直纠周延儒权奸悞国，被严旨切责，又陈时弊，切中要害。六年（1633年），出为河南府知府，时流寇横行，明翼核饷蒐卒，力为捍御，贼退去，当事方録其功。八年（1635年），因母去世而返乡守制，次年去世，享年五十八岁。

## 家族
彭氏，贡生琩之女，赋性贞静，许嫁御史尹明翼之孙滋，滋病亡，彭闻讣，恸几絶，次日即往视殓守丧，与夫生母胡形影相依，抚育嗣子，鬻簪珥营夫葬地，未几病，不食药，曰：我未亡人，惟有一死耳。呕血失声，死而复苏，徧嘱家人而瞑，与夫合葬焉。